# Артуро Фрондісі
Арту́ро Фронді́сі (ісп. Arturo Frondizi; 28 жовтня 1908 — 18 квітня 1995) — аргентинський юрист, журналіст і політик, який був обраний на посаду президента Аргентини 1 травня 1958 року і займав цю посаду до 29 березня 1962 року, коли був скинутий військовим переворотом. Кавалер орденів Святого Михайла і Святого Георгія і Ізабели Католички.